# Геракіні
Геракіні або Ґеракіні (грец. Γερακινή грецька вимова: [ʝeɾaciˈni], грецька вимова: [ʝiracˈɲi]) — село на півострові Халкідіки в Центральній Македонії, що розташована в Північній Греції.
Раніше це був порт сусіднього Поліїросу, столиці Халкідіки, ще з часів його заселення. В наш час поблизу селища розташовані найбільші копальні магнезиту в Північній Греції. Типовими продуктами регіону є маслини та оливкова олія. Також досить розвинений туризм — на узбережжі присутні готелі, кемпінг та інша туристична інфраструктура. 